# Massimo Bagnato
Massimo Bagnato (Roma, 11 giugno 1972) è un comico e personaggio televisivo italiano.
Ha raggiunto la notorietà con la sua comicità nonsense, rovesciando il cliché del comico moderno. È conosciuto per il "tormentone del braccio": durante le sue apparizioni televisive e i suoi spettacoli teatrali intervalla i monologhi con frequenti richieste che coinvolgono lo spettatore, a cui è richiesto di alzare il braccio quando è chiamato in causa.

## Biografia
La sua gavetta inizia nel 1989, nell’ex cabaret "Al Fellini" di Marcello Casco a Roma. Dal 1993 al 1999 presenta lo spettacolo musicale presso il Talent Scout a Roma, dove imita personaggi come Gianni Morandi, Renato Zero e Al Bano. Nel 1998 ha partecipato a Sarabanda come concorrente. La notorietà presso il grande pubblico arriva in seguito alle prime apparizioni al Maurizio Costanzo Show e Libero nel 1999 e 2000. Dal 2004 collabora presso Radio 2 con Lillo & Greg al programma radiofonico 610 e con gli stessi l'anno successivo presso Rai Due nel programma Bla Bla Bla. Nel 2007 è stato presente nei programmi Matinée e Soirée - L'altra faccia di Matinée. Nello stesso anno inizia a lavorare all'interno di Scorie, varietà condotto da Nicola Savino.
Dal 2008 partecipa anche, sia in esterna che come ospite in studio, a Quelli che il calcio su Rai 2. Nell'autunno 2009 conduce insieme a Thais Wiggers Seratona, sketch comici durante la pubblicità per presentare il palinsesto di GXT. Il 27 dicembre 2009 debutta a Zelig Off. Dal 2010 gira teatri, feste ed eventi con il suo spettacolo Quanti pensano?, tutto incentrato sul tormentone del braccio. Nel gennaio 2010 entra a far parte del cast di Zelig su Canale 5, con Claudio Bisio e Vanessa Incontrada. Nel 2010 fa parte del cast del programma Fenomenal, condotto da Teo Mammucari su Italia Uno, partecipa all'ultima puntata di Zelig Off ed è ospite fisso in The Call - Chi ha paura di Teo Mammucari?.
A gennaio 2011 è nel cast di Zelig con Claudio Bisio e Paola Cortellesi. Da marzo 2011 rientra a far parte del cast di Fenomenal, con Teo Mammucari e il Mago Forest. Sempre nel 2011 partecipa alla nuova edizione di Zelig Off con Teresa Mannino e Federico Basso; inoltre appare in una puntata di Sketch Up, programma comico per ragazzi su Disney XD. Nel corso dell'autunno del 2011 partecipa a qualche puntata di Stalk Radio, programma in onda su Sky Uno condotto da Dario Cassini. A gennaio 2012 è nel cast di Zelig con Claudio Bisio e Paola Cortellesi. A dicembre 2013 è nel cast di Zelig 1. Nel 2014 partecipa alla trasmissione teatrale Palco doppio palco di Comedy Central.
Da settembre 2014 conduce insieme con Savino Zaba la trasmissione A qualcuno piace Cult su Radio2. L'anno seguente partecipa al film Tutte lo vogliono di Alessio Maria Federici. Dal 2019 fa parte del cast di Colorado su Italia1 e del Programma "Battute¿" di Giovanni Benincasa su Rai 2. Ospite in varie edizioni del programma I soliti ignoti su Rai 1. In occasione delle quattro puntate speciali di Zelig 2021/2022 torna sul palco del Teatro degli Arcimboldi con Vanessa Incontrada e Claudio Bisio. Nel 2022/2023 è più volte ospite nel programma 100% condotto da Nicola Savino su La 8. Nel 2023 è sul palco con Nino Frassica in "Sconcert" programma trasmesso su Amazon Prime. Nell'aprile 2023 entra nel cast di Bar Stella programma condotto da Stefano De Martino. In occasione degli europei 2024 partecipa al programma "Gli Europlay" di Giovanni Benincasa su RaiPlay. Nello stesso anno partecipa a Tale e quale show arrivando ottavo. È ospite della trasmissione "Rai duo" su Rai 2 con Ale e Franz e della trasmissione "Chissà chi è" condotta da Amadeus su NOVE. Sempre nel 2025 partecipa a S.T.E.P.   "Stasera tutto è possibile" condotto da Stefano De Martino. Dal 27 marzo 2025 è nel cast di LOL 5 in qualità di disturbatore. Dall'aprile 2025 partecipa a "Festivallo" programma di Nino Frassica trasmesso su Rai 2. Nello stesso periodo partecipa come aiuto chef alla trasmissione "Cook 40" su Rai 2, condotta da Flavio Montrucchio.   

## Filmografia parziale
- La mia banda suona il pop, regia di Fausto Brizzi (2020)
- Gli amici del bar Margherita, regia di Pupi Avati
- Tutte lo vogliono, regia di Alessio Maria Federici
- Cacao, regia di Luca Rea